# Le Margnès
Le Margnès foi uma antiga comuna francesa na região administrativa de Occitânia, no departamento de Tarn. Estendia-se por uma área de 17,89 km². Em 2010 a comuna tinha 44 habitantes (densidade: 2,5 hab./km²).
Em 1 de janeiro de 2016, passou a fazer parte da nova comuna de Fontrieu.